# Яузлар
Яузла́р (укр. Яузлар, крымскотат. Yavuzlar, Явузлар) — маловодная река на Южном берегу Крыма, на территории городского округа Ялта, левый приток реки Учан-Су. Длина водотока 3,3 километра, площадь водосборного бассейна — 4,5 км², среднемноголетний расход воды в устье реки — 0,23 м³/сек, уклон русла 444 м/км.
Река начинается на верхних обрывах яйлы Ай-Петри слиянием в урочище  Шейтан-Таилмасы между хребтом Иограф на востоке и горой Ставри-Кая на западе двух безымянных оврагов (условно западный и восточный), из которых более полноводный — правый, русло в верховьях проходит очень круто, со множеством вертикальных собрывов. Николай Рухлов отмечал источник на высоте 209 саженей (445 метров), с которого начинается постоянный водоток, он же впервые описал водопады на реке, которых краеведы насчитывают от 9 до 12 (в зависимости от того, какой скальный уступ на реке уже считать водопадом). Наиболее популярны легкодоступные Нижний и Верхний Яузлары, к которым есть подход по Боткинской тропе.
Согласно справочнику «Поверхностные водные объекты Крыма» река притоков не имеет, начиная же с книги Рухлова известен правый приток Шапка-Узень и левый безымянный, текущий от источника «Струйчатый». Яузлар впадает в Учан-Су в 3,7 км от устья в посёлке Куйбышево, среднемноголетний расход воды в устье — 0,023 м³/сек, водоохранная зона установлена в 50 м.